# ミムン・マヒ
ミムン・マヒ（Mimoun Mahi, 1994年3月13日 - ）はオランダ・デン・ハーグ出身のモロッコ国籍のサッカー選手。ポジションはFW。SCカンブール所属。ミムン・マーヒとも表記される。

## 代表歴
2017年9月1日に、2018 FIFAワールドカップ・アフリカ予選を戦うモロッコ代表に招集され、マリ代表戦で初出場を果たした。

## エピソード
2017年10月21日、マーヒはチームメイトのラルス・フェルトワイクに対して暴言を吐いたとして同僚のウサマ・イドリシと共に突如、トップチーム追放の処分を受けた。その後、一週間の社会奉仕活動を言い渡された。